# Eta
|  | Aquest article tracta sobre la lletra de l'alfabet grec. Vegeu-ne altres significats a «Eta (desambiguació)». |

L'Eta és la setena lletra de l'alfabet grec. En majúscula: Η; en minúscula: η. Té un valor numèric de 8.
La lletra minúscula η s'usa com a símbol de:
- El rendiment d'un sistema, en enginyeria.

En grec modern aquesta lletra es pronuncia [i] (igual que iota o ípsilon).